# Глобиш (Гоугейт)
Глобиш (англ. Globish; также «Parallel English») — плановый язык, созданный Мадукаром Гоугейтом в качестве попытки упростить английский язык. Название языка является производным от слов «global» и «english».
Версия языка, разработанная Гоугейтом, была представлена «Обществу упрощенной орфографии» Великобритании в 1998 году. По словам разработчика языка, глобиш можно считать искусственным английским диалектом, как доказательство возможности упрощения орфографии и произношения стандартного английского. Лексика глобиша представляет собой английскую лексику с упрощённым правописанием и произношением. Например, слово «colour» («цвет») в глобише имеет вид «kalar».

## Примеры фраз на глобише
- hee is fain: (He is fine)
- too kaats went tu siti… (Two cats went to city.)
- eet it kwikli… (Eat it quickly!)
- du yu no wear tha lybrari is? (Do you know where the library is?)
- tha world wants pees and prosperiti… (The world wants peace and prosperity.)
- e frend in need is e frend indeed… [A friend in need is a friend indeed.]
- maay haart leeps ap wen I bihold e reinbo in tha sky… [My heart leaps up when I behold a rainbow in the sky.]
- sar, yuwar baggej did not kam by this flait… [Sir, your baggage did not come by this flight.]